# Ревю Україніен
«Ревю Украініен» («La Revue Ukrainienne») — ілюстрований український інформаційний місячник французькою мовою, орган СВУ.
Виходив у Лозанні, Швейцарія, у 1915 — 1917 роках. Редактор — Артур Зеліб, згодом Є. Бакинський при співпраці А. Жука.